# Bernsteinmühle
Bernsteinmühle ist ein Gemeindeteil der Stadt Schönwald im Landkreis Wunsiedel im Fichtelgebirge (Oberfranken, Bayern).
Die Einöde liegt gut zweieinhalb Kilometer südlich des Schönwalder Stadtkerns und wenige hundert Meter östlich der Kreisstraße WUN 15. Durch die Ansiedlung fließt der Bernsteinbach. In unmittelbarer östlicher Nachbarschaft befindet sich Lenker. Direkt südlich verläuft die Grenze zu Selb.
Eine urkundliche Erwähnung datiert auf den 22. Mai 1413, als Hans Forster Güter an den Nürnberger Burggrafen verkaufte, darunter „zum Pernstein eine ganze Wustung, ausgenommen die Mühle“. Das Dorf Bernstein existierte somit bereits zu diesem Zeitpunkt nicht mehr. Nach Malte wurde die Mühle im Mittelalter als Wolfsmühle bezeichnet.